# 刘建申
刘建申（1956年—），河南开封人，汉族，中华人民共和国政治人物、第十一届全国人民代表大会陕西地区代表。
毕业于美国西太平洋工商管理学院工商管理专业。担任西安一枝刘集团总裁。2008年起担任全国人大代表。